# رودني رووي
رودني رووي (بالإنجليزية: Rodney Rowe)‏ (30 يوليو 1975 بهدرسفيلد في المملكة المتحدة - ) هو لاعب كرة قدم بريطاني في مركز الهجوم. لعب مع نادي بوري ونادي غيلينغهام ونادي يورك سيتي وهال سيتي وهدرسفيلد تاون ونادي سكاربورو ونادي هاليفاكس تاون وأشتون يونايتد وFarsley Celtic F.C. ‏ وأوست تاون ‏ وWakefield F.C. ‏ وFarsley Celtic F.C. ‏ ونادي برادفورد بارك أفنيو.

## وصلات خارجية
- رودني رووي على موقع قاعدة بيانات كرة القدم.إي يو (الإنجليزية)
- رودني رووي على موقع Soccerbase.com (لاعب) (الإنجليزية)